# Clase Iver Huitfeldt
La Clase Iver Huitfeldt son una serie de fragatas de la Real Armada de Dinamarca, de las cuales se han construido tres unidades que llevan en servicio desde 2011.

## Descripción

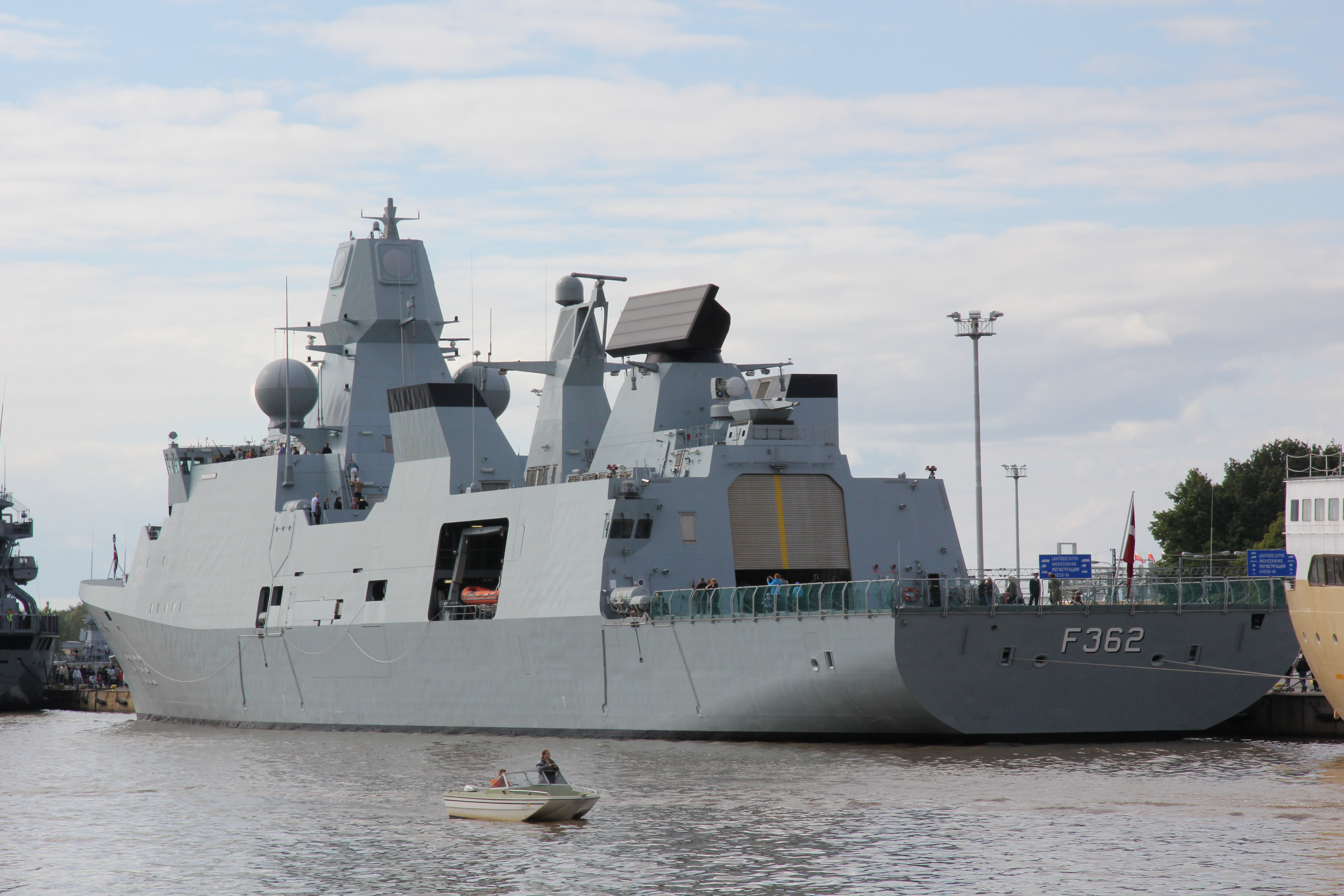
HDMS Peter Willemoes.

La clase se basa en la experiencia obtenida de los buques de apoyo de la clase Absalon, y al reutilizar el diseño básico del casco de la clase Absalon, la Marina Real Danesa pudo construir la clase Iver Huitfeldt considerablemente más barata que los barcos comparables. Las fragatas son compatibles con el sistema modular de carga útil StanFlex utilizado en los tres buques de la clase, y están diseñados con ranuras para seis módulos. Cada una de las cuatro posiciones stanflex en la plataforma de misiles puede acomodar un módulo de lanzador Harpoon de 8 celdas Mark 41 o el Mark 56 ESSM VLS de 12 celdas.
Mientras que las naves de la clase Absalon están diseñadas principalmente para funciones de comando y soporte, con una gran plataforma ro-ro, las tres nuevas fragatas de la clase Iver Huitfeldt está equipadas para una función de defensa aérea con misiles estándar pudiendo usar el misil crucero Tomahawk, por primera vez en la historia de la Armada Danesa.
Los barcos fueron construidos en bloques en Estonia y Lituania. Estos bloques fueron remolcados a Odense, donde se ensamblaron.
La fragata de la clase Iver Huitfeldt fue un contendiente en el "Proyecto Combatiente de Superficie de Clase Única Canadiense". Sin embargo, se cree que debido a las preocupaciones sobre la imparcialidad del proceso de licitación, dos constructores de barcos europeos, posiblemente ThyssenKrupp Marine Systems de Alemania y Odense Maritime Technology, se negaron a presentar ofertas.
A finales de mayo de 2018, Babcock, junto con BMT y Thales Group, anunció el diseño "Arrowhead 140", basado en el casco de las fragatas Iver Huitfeldt, para el programa de fragatas Royal Navy Tipo 31e.

## Armamento de defensa aérea

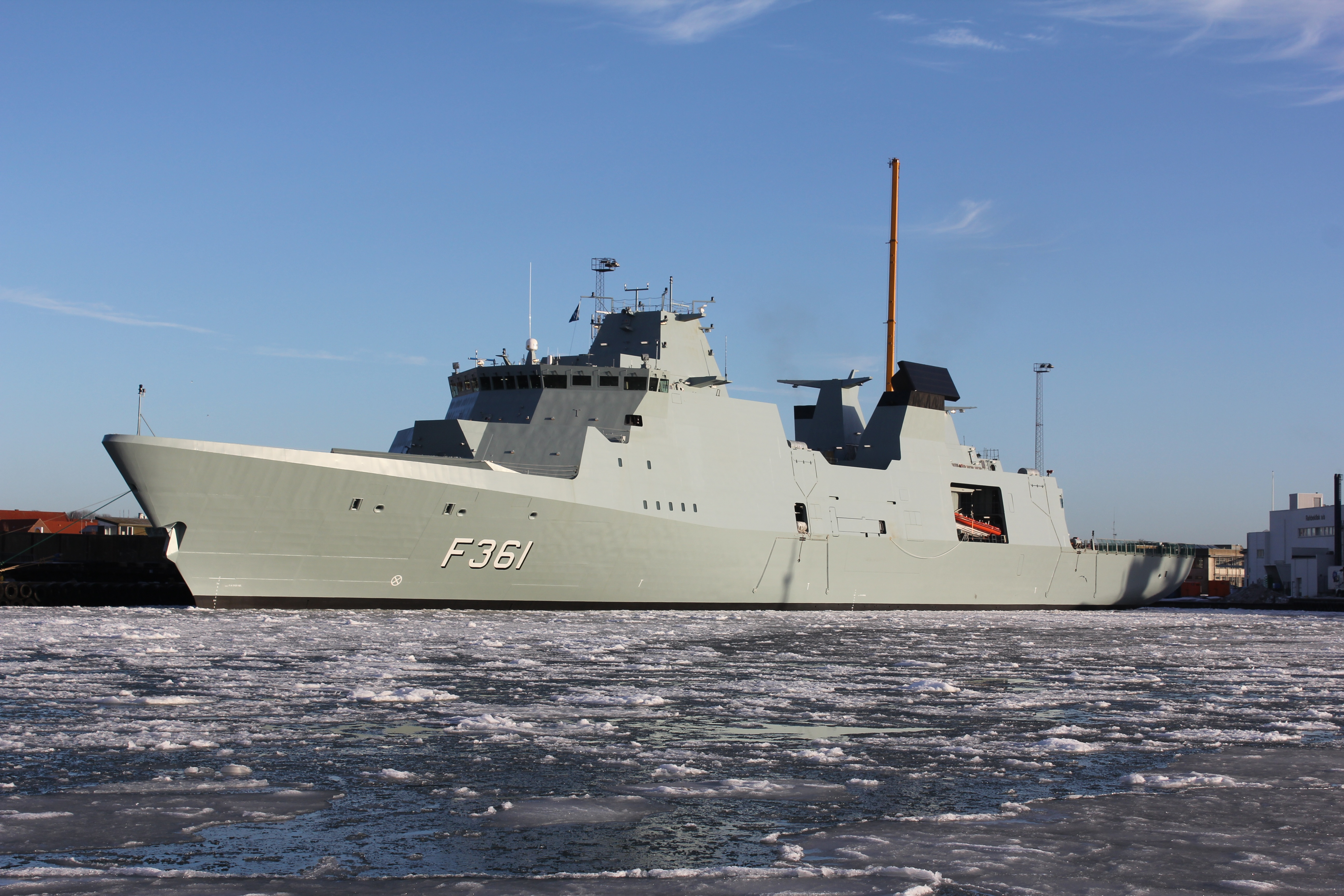
Iver Huitfeldt (F361).

La mayoría de las armas para los tres barcos fueron reutilizadas de la anterior corbeta de la clase Niels Juel y del barco patrullero clase Flyvefisken. También se reutilizaron otros componentes para mantener el costo al mínimo.
Estos barcos comparten sus capacidades antiaéreas con las fragatas de la clase De Zeven Provinciën de la Marina Real de los Países Bajos y las fragatas de la clase Sachsen de la Marina alemana. Los sensores incluyen el radar de vigilancia de largo alcance SMART-L (matriz pasiva escaneada electrónicamente) y la matriz escaneada electrónicamente activa APAR que es un radar multifunción. El SMART-L y el APAR son complementarios, en el sentido de que el SMART-L es un radar de banda L que proporciona vigilancia de muy largo alcance, mientras que el APAR es un radar de banda I que proporciona un seguimiento preciso del objetivo, una capacidad de búsqueda de horizonte altamente capacidad de guía a los misiles usando la técnica de iluminación de onda continua interrumpida (ICWI, por sus siglas en inglés), lo que permite la guía de 32 misiles por radar semiactivos en vuelo simultáneamente, incluidos 16 en la fase de guía terminal. Las principales armas antiaéreas son el misil Evolved Sea Sparrow y el escudo defensivo SM-2 IIIA. El sistema de lanzamiento vertical Mk 41 se utiliza para alojar y lanzar estos misiles. Dependiendo de la cantidad de lanzadores Harpoon instalados, se pueden transportar hasta 48 Misiles Evolved Sea Sparrow y 32 SM-2 IIIA.

## Unidades
| Nombre               | Número | Puesto en grada   | Botado            | Puesto en servicio | Estado      | Insignia |
| -------------------- | ------ | ----------------- | ----------------- | ------------------ | ----------- | -------- |
| HDMS Iver Huitfeldt  | F361   | Junio de 2008     | Marzo de 2010     | Enero de 2011      | En servicio |          |
| HDMS Peter Willemoes | F362   | Marzo de 2009     | Diciembre de 2010 | Junio de 2011      | En servicio |          |
| HDMS Niels Juel      | F363   | Diciembre de 2009 | Diciembre de 2010 | Noviembre de 2011  | En servicio |          |

## Buques similares
- Clase De Zeven Provinciën, Países Bajos
- Clase Tipo 26, Gran Bretaña
- Clase Sachsen, Alemania
- FREMM, Francia/Italia
- Clase Fridtjof Nansen, Noruega